# Szlak pieszy nr 3574
 Szlak pieszy nr 3574 – znakowany szlak turystyczny w województwie wielkopolskim, łączący Nową Wieś ze Spławiem.
Szlak ten rozpoczyna się od leśnej drogi w Nowej Wsi, części Swarzędza, po pewnym czasie wchodzi na teren Poznania i łączy się z niebieskim szlakiem. Kończy na przystanku MPK „Spławie”.